# هوگو رودریگز (بازیکن فوتبال، زاده ۱۹۹۱)
هوگو رودریگز (انگلیسی: Hugo Rodriguez؛ زادهٔ ۲ آوریل ۱۹۹۱) بازیکن فوتبال اهل فرانسه است.
از باشگاه‌هایی که در آن بازی کرده‌است می‌توان به باشگاه فوتبال استاد رنس و باشگاه ورزشی مون‌پلیه اشاره کرد.